# Tegestofil

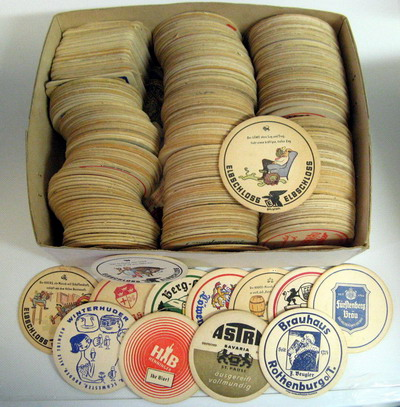
Colecție de cartonașe

Tegestofilul este colecționarul de cartonașe care se pun de obicei sub paharele de bere, sau, prin extrapolare, de orice obiect care are legătură cu berea (pahare, halbe, capace, sticle, etichete etc). Poate să fie vorba în mod egal de orice alt obiect derivat având un raport cu berea, cum ar fi tricourile, caschetele, publicități, desfăcatoare, magneți etc.